# Гура, Александр Викторович
Александр Викторович Гура (род. 1950) — советский и российский филолог, специалист в области этнолингвистики, популяризатор науки. Сотрудник Института славяноведения РАН с 1978 года.

## Биография
Родился 26 января 1950 года в Вологде. Сын литературоведа и писателя Виктора Васильевича Гуры (1925—1991).
В 1972 году окончил Филологический факультет, в 1977 году — аспирантуру МГУ. В 1978 году защитил в МГУ кандидатскую диссертацию «Терминология севернорусского свадебного обряда (на общеславянском фоне)», в 1998 году в Институте славяноведения РАН — докторскую диссертацию «Символика животных в славянской народной традиции (опыт этнолингвистического исследования)».
Работает в Институте славяноведения РАН (Отдел этнолингвистики и фольклора) с 1978 года (младший научный сотрудник, затем научный сотрудник, старший научный сотрудник, ведущий научный сотрудник). В 1989—1991 годах по плану научных обменов между академиями наук России и Польши работал в отделе Польского этнографического атласа Института истории материальной культуры во Вроцлаве. Сфера научных интересов: этнолингвистические аспекты и символический язык славянской народной духовной культуры, мифологию, фольклор, славянскую диалектологию и лексикологию.

## Монографии
- Символика животных в славянской народной традиции. — М.: Индрик, 1997. — 910 с. — (Традиционная духовная культура славян. Современные исследования). — ISBN 5-85759-056-6. (есть перевод на сербский язык).
- Мифы славян. — М., 2000.
- Брак и свадьба в славянской народной культуре: Семантика и символика. — М.: Индрик, 2012. — 936 с. — (Традиционная духовная культура славян. Современные исследования). — ISBN 978-5-91674-150-6.